# Seebärenbach
Koordinaten: 62° 10′ 0″ S, 58° 58′ 0″ W
Der Seebärenbach ist ein Bach auf der Fildes-Halbinsel von King George Island, der größten der Südlichen Shetlandinseln. 
Er ist der südliche von zwei Bächen, die den Schneesee zur Bothy Bay (auf der deutschen Karte von 1984 als „Seebärenbucht“ beschriftet) entwässern. Er entspringt dem südwestlichen Ende des hufeisenförmigen Sees und fließt in einem Bogen zuerst nach Westen, dann nach Nordwesten zur Bucht, in die er nur wenig südlich des Schneebachs einmündet.
Im Rahmen zweier deutscher Expeditionen zur Fildes-Halbinsel in den Jahren 1981/82 und 1983/84 unter der Leitung von Dietrich Barsch (Geographisches Institut der Universität Heidelberg) und Gerhard Stäblein (Geomorphologisches Laboratorium der Freien Universität Berlin) wurde der Bach zusammen mit zahlreichen weiteren bis dahin unbenannten geographischen Objekten der Fildes-Halbinsel neu benannt und dem Wissenschaftlichen Ausschuss für Antarktisforschung (Scientific Committee on Antarctic Research, SCAR) gemeldet.